# Abdulnasser Gharem
Abdulnasser Gharem (* 4. Juni 1973 in Chamis Muschait) ist ein saudi-arabischer Künstler. Werke von ihm sind im Britischen Museum, dem Victoria & Albert Museum, Los Angeles County Museum of Art und dem saudi-arabischen Ministerium für Kultur und Information zu sehen. Seine moderne Kunst bindet arabische Muster und Motive ein.

## Leben
Gharem ist seit 23 Jahren Soldat und brachte es bis zum Oberstleutnant. In dieser Zeit fing er das Malen an. 1992 studierte er an der König-Abdulaziz-Universität Kunst. Er lebt in Riad und ist dort Mittelpunkt eines Künstlerkreises.

## Werke
2011 wurde eine seiner Skulpturen bei Christie’s für 842.500 $ ersteigert. Das Geld spendete Gharem für ein Ausbildungsprogramm in seiner Heimat. 